# Rollback (paardrijden)
Bij het Western-paardrijden is een rollback een actie waarbij het paard in galop aan komt rijden, stopt met een zogenaamde sliding stop, 180 graden om de achterhand draait en weer in galop wegrijdt. De rollback moet meestal getoond worden bij het onderdeel reining voor gevorderden.